# Senufo

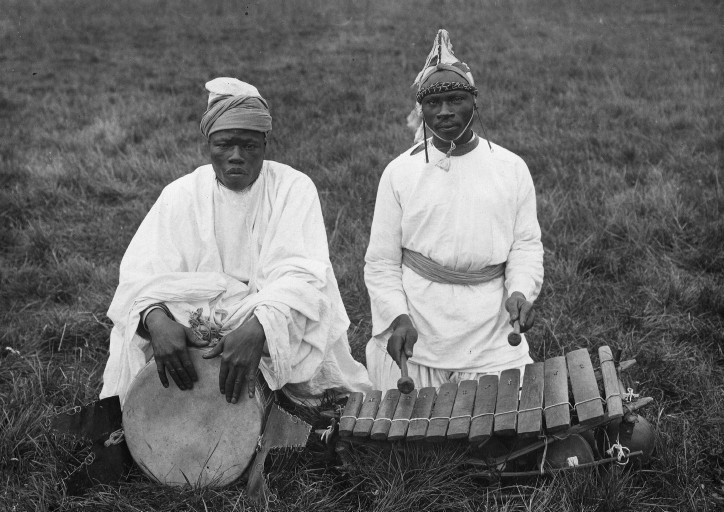
Balafo

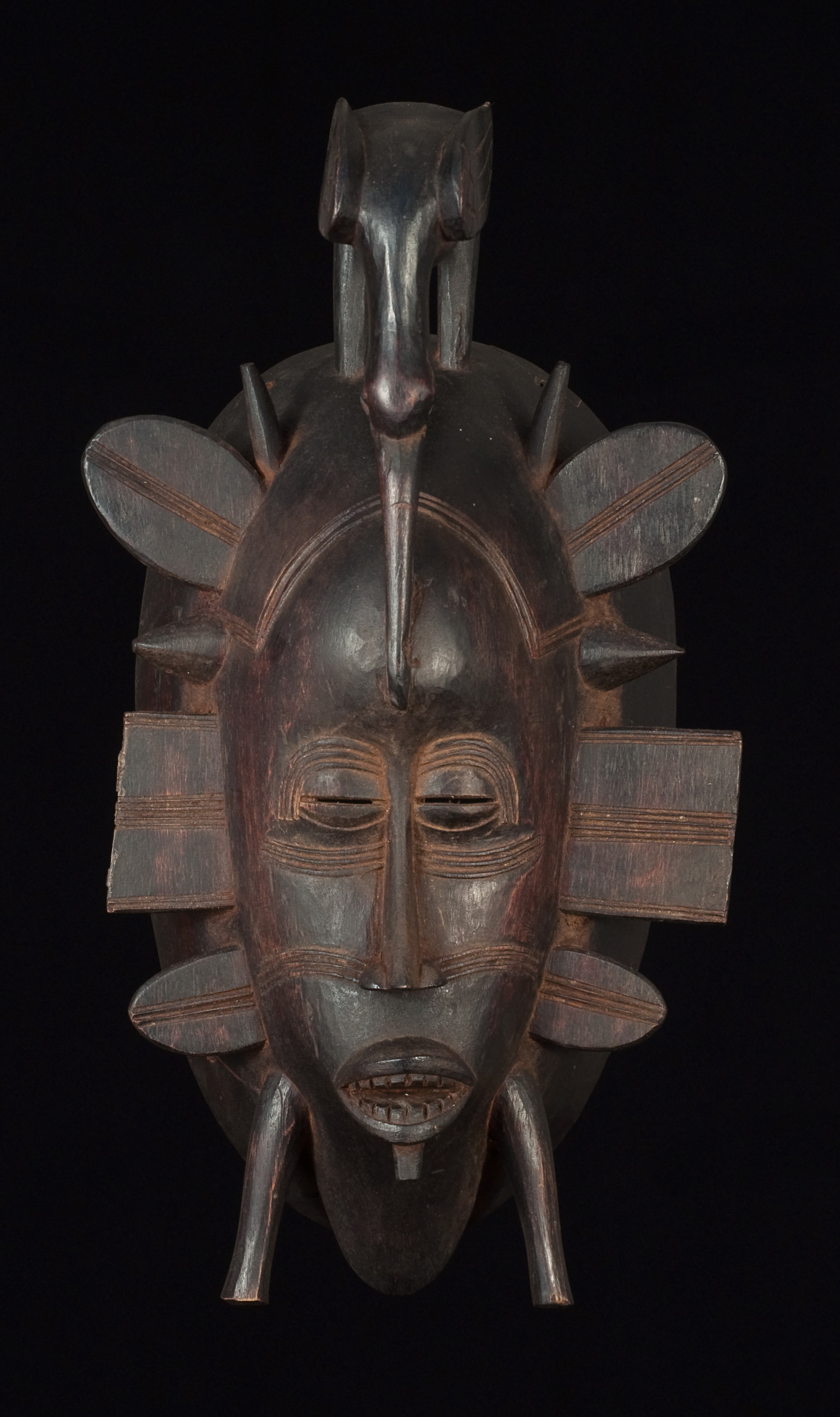
Màscara senufo

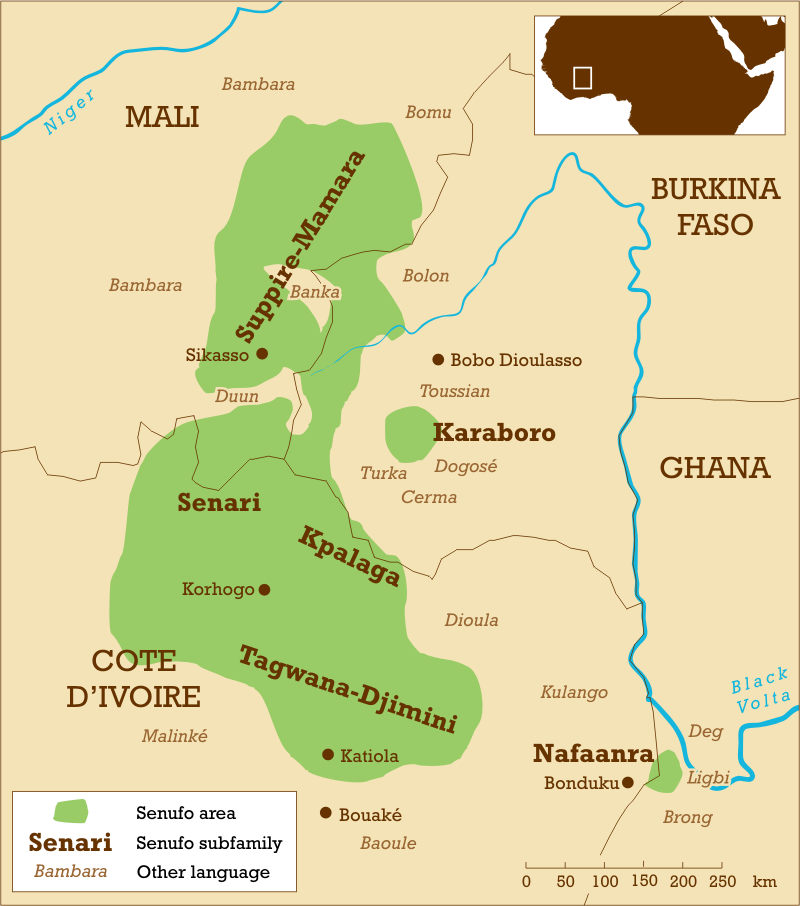
Mapa que mostra una distribució aproximada del poble senufo i alguns veïnats de Mali, Costa d'Ivori, Burkina Faso i Ghana

Els senufo són un grup etnolingüístic format per diversos subgrups de persones de parla gur que viuen en una àrea que comprèn des del sud de Mali i la part més occidental de Burkina Faso a Katiola, fins a Costa d'Ivori. El grup nafana es troba al nord-oest de Ghana. La xifra de la població senufo fluctua entre 1,5 i 2,7 milions, i parlen les diverses llengües senufo. Korhogo, una antiga ciutat al nord de Costa d'Ivori que data del segle xiii, és la capital del poble senufo. Els senufo són predominantment un poble agrícola: cultiven mill, nyam, cacau i arròs.
La vida quotidiana dels senufo gira entorn dels rituals religiosos que els permeten apaivagar les deïtats que respecten i temen, per mitjà de pràctiques d'endevinació i l'ús de joies de bronze especialment dissenyades. Els senufo empren el braçalet Fo, que conté un dels dissenys més destacats de la cultura, un pitó, en una varietat de propòsits que van en funció de les necessitats espirituals i estètiques de la societat. El sandogo és un autoritari ordre social femení responsable de mantenir relacions positives amb el món espiritual, mitjançant l'endevinació, per a protegir la puresa de cada grup de parentiu. Els sandobele són endevins dins de la societat sandogo que diagnostiquen i resolen els problemes en el si de la comunitat.

## Enllaços exterms
- The Senufo people Arxivat 2005-11-05 a Wayback Machine. en Art&Life in Africa.
- 'About the Senoufo People' Arxivat 2008-08-21 a Wayback Machine., Masabo Culture Company.
- Senoufo, Supyire of Mali Ethnic People Page en The Joshua Project.
- The Sejen bird figures of the Senufo People, Ivory Coast Arxivat 2009-01-07 a Wayback Machine..